# Arjun Gill
Arjun Gill (Quesnel, 6 novembre 1991) è un lottatore canadese, specializzato nella lotta libera.

## Biografia
È allenato da Steve Rose dal 2008.
Ha ottenuto il suo primo successo internazionale ai Giochi del Commonwealth di Glasgow 2014 doce si è aggiudicato la medaglia d'oro nel torneo dei -97 chilogrammi, superando in semifinale il neozelandese Sam Belkin ed in finale l'indiano Satyawart Kadian.
Nel 2015 ha colto due podi continentali: ai campionati panamericani disputati a Santiago del Cile è giunto terzo, dietro a Abraham Conyedo e Dustin Kilgore, mentre ai Giochi panamericani di Toronto 2015, ha vinto la medaglia di argento nel torneo dei -97 chilogrammi, perdendo nell'incontro decisivo contro lo statunitense Kyle Snyder.

## Palmarès
- Giochi panamericani

Toronto 2015: argento nei -97 kg.
- Campionati panamericani

Santiago del Cile 2015: bronzo nei -97 kg.
- Giochi del Commonwealth

Glasgow 2014: oro nei -66 kg.